# Чернозём (группа)
«ЧернозЁм» — российская рок-группа.

## История
Группа «ЧернозЁм» существует с конца 1980-х годов. Основана Евгением Кокориным (гитара, вокал), Дмитрием Колоколовым (бас, тексты) и Вадимом Зуевым (ударные).
В 1991 году Д. Колоколов и В. Зуев собрали параллельный проект «Мёртвый ТЫ», ранее организовав проект «Прыщ», а Е. Кокорин сосредоточился на работе гитаристом и аранжировщиком в группе «Инструкция по выживанию».
В августе 1994 года во время купания недалеко от платформы «Левобережная» в Химках погиб Вадим Зуев, в то время работавший уже над третьим сольным альбомом.
Как все произошло, можно прочесть в ЖЖ Алексея «Экзича» Слезова.
Осенью того же года «ЧернозЁм» впервые играл в Москве, на фестивале «Сибирский драйв» в ЦДКЖ. Состав представлял собой классическую «Инструкцию по выживанию» (Кокорин, А. Кузнецов, Е. Кузнецов), но без Р. Неумоева, и с Дмитрием Колоколовым на басу. В январе 1995 года Кокорин с женой Оксаной на заработанные на гастролях с «Гражданской Обороной» средства снимают в Тюмени избушку, где на полулюбительской аппаратуре записывается первый альбом «ЧернозЁма» — «Подарок для самого слабого». Параллельно тем же составом был записан альбом «Чёрного Лукича» «Ледяные каблуки» и «Быть живым» «Родины». Тогда же в группу влились клавишник Максим Шарков и гитарист Игорь Гуляев 
Осенью 1997 года, через неделю после записи своего сольного альбома «Предупредительный выстрел в упор», при невыясненных обстоятельствах погибает Дмитрий Колоколов.
В 1998 году к группе присоединилась скрипачка Саша Белогузова и гитарист Тимур Латфуллин. Этим составом создаётся новая программа, а в декабре 1999 года «ЧернозЁм» впервые попадает в настоящую студию — «МизАнтроп» на Остоженке, где записывает сборник песен разных лет «Прекрасное далёко». По окончании записи Игорь Гуляев по контракту уходит воевать в Чечню сержантом спецназа ГРУ. Весною он вернулся… Но за неделю до презентации в Москве компакт-диска «Прекрасное далёко» Игорь умер у себя дома от остановки сердца.
Группа приехала на презентацию практически с кладбища — в 14:00 сошли с поезда, отыграли концерт и так же вечером уехали обратно, вернувшись в Тюмень на 9-й день.
К 2001 году Чернозём разочаровался в творческих возможностях профессиональных студий и принял решение записываться исключительно в домашних условиях. Весной 2001 года был готов альбом «Ненавсегда», но издать его удалось лишь через год. За это время постепенно сменился почти весь состав «ЧернозЁма»
После выпуска издательством «Выргород» альбома «Ненавсегда» музыканты с успехом концертировали по городам России, Украины, Казахстана и Беларуси в которой последний был признан альбомом года.
В данное время группа ведёт нерегулярную концертную деятельность.

## Состав группы
- Евгений Кокорин: гитара, вокал
- Максим Шарков: клавишные
- Антон Артамонов: гитара
- Александр Гарманов: гитара
- Александр Поляков: бас
- Александр Минин: ударные

## Дискография

### Сазонова Прорва
- 1989 — Библиотека молодого дезертира

### Нечерноземье
- 1995 — Чернозём № 7

### ЧернозЁм

#### Студийные альбомы
- 1995 — Подарок для самого слабого[5] (переиздан в 2013 году фирмой Полдень-Music)
- 2001 — Ненавсегда[6] (переиздан в 2007 году фирмой «Выргород»)[7]

#### Концертные альбомы
- 2004 — Паводок (Непонятный праздник)[8]

#### Демозаписи
- 1993 — Покорители Вселенной (оригинал альбома утерян)

### ЧернозЁм 2
- 2000 — Прекрасное далёко (несмотря на то, что является студийной записью, не признаётся группой как студийный альбом, а считается сборником, причём группы «ЧернозЁм 2»)